# Frédérique Sluyterman van Loo
Frédérique Henriette Sluyterman van Loo (Den Haag, 26 december 1964) is een Nederlandse docent, danseres, zangeres en (musical- en stem-)actrice.

## Biografie
Na het VWO is Sluyterman van Loo in 1986 gaan studeren aan de Rotterdamse Dansacademie. In 1991 is ze hier als docent moderne dans en jazz dans afgestudeerd. In deze jaren heeft ze bij diverse docenten tevens zanglessen gevolgd, waarna ze is aangenomen in het ensemble van de musical Funny Girl, geproduceerd door Joop van den Ende Theaterproducties (JvdE). Tijdens haar studie had ze al met de voorstelling deels eigen productie Bossum Buddies door het land getoerd. Na het afstuderen volgt een loopbaan waarin ze de eerste vijftien jaar het spelen in grote musicalproducties afwisselt met kleinschaliger cabaretoptredens. Zowel in 2002 als in 2006 wordt Sluyterman van Loo onderscheiden met een musicalaward voor Beste Vrouwelijke Bijrol. Sluyterman van Loo is daarnaast ook als docent en coach werkzaam geweest en thans als docent musicalrepertoire en interpretatie verbonden aan haar "oude" school, thans Codarts geheten en aan de Hogeschool Inholland. Vanaf 2007 is Sluyterman van Loo zelf nog te zien geweest in diverse producties van M-Lab en heeft ze diverse eindexamenvoorstellingen van Conservatoriumstudenten geregisseerd. Tevens speelde ze in de dramaserie Pauwen en Reigers die vanaf 27 oktober 2008 enkele maanden op RTV West te zien was.

## Theater
Dit betreft voornamelijk musicals, tenzij anders vermeld, met tussen haakjes premièrejaar en producent:
- Bossom Buddies (1990, Stap-In Producties)- musical/cabaret
- Funny Girl (1991, JvdE) - rol Mimsey en company
- It's a Sondheim, it's a Hit (1992) - musicalcompilatie - soliste en choreografie
- My Fair Lady (1994, Joop van den Ende Theaterproducties) - rol Mevrouw Eynsford-Hill
- Sunset Boulevard (1995, Really Useful Group) Wiesbaden - rol Joanna en understudy Norma Desmond
- Sinatra, the Bands, the Music (1997, Orkest Koninklijke Luchtmacht) - show/liedjesprogramma - soliste
- Joe (1996-19971997, Joop van den Ende Theaterproducties) - Ensemble/Doris en understudy Katie Johnson
- De Tijd-Affaire (1998, Rabobank / Companions Amsterdam) - muziektheaterspektakel voor 100-jarig bestaan Rabobank - understudy Martha Vogelsang en Loretta
- Chicago (1999-2001, Joop van den Ende Theaterproducties) - rol Liz en Mamma Morton
- 42nd Street (2000-2001, Joop van den Ende Theaterproducties) - rol alternate van Dorothy Brock en Maggie Jones
- A little Night Music (2001, Koninklijk Ballet van Vlaanderen) - rol Gravin Charlotte Malcolm
- Sinatra, That's Life (2002, American Songbook) - rol Ava Gardner en Liza Minnelli
- Witches of Eastwick (2003, Frank Sanders Akademie) - rol Felicia
- Into the Woods (2003, Stichting Op naar het Bos) - rol Bakkersvrouw
- Musical, de Cursus (2003, De Tiende Muze) - cabaret
- Merrily we roll Along (2003, Koninklijk Ballet van Vlaanderen) - rol Gussie
- Life is a Cabaret (2004, Ruud de Graaf / American Songbook) - rol Liza Minelli
- Nine (2005, Stichting Op naar het Bos / Nieuwe Luxor Theater) - rol La Fleur
- Cabaret (2006, Joop van den Ende Theaterproducties/Stage Entertainment) - rol Fräulein Kost
- Dreamin' in the Park with Alice (2007, Parktheater Eindhoven) - totaaltheater vanwege de opening van de Philipszaal van het Parktheater Eindhoven - rol Frédérique
- La Dia (2007, Kees Jansen Theatre Productions) - musical / variété - rol Rosita
- Ganesha, een perfecte God (2007, M-Lab) - rol Karin
- Moeder Courage (2008, Joop van den Ende Theaterproducties/Stage Entertainment) - toneelstuk met muziek - rol Yvette
- No way to treat a Lady (2009, M-Lab) - rol Moeder van beide mannelijke hoofdrolspelers
- Oranje Boven, (2009, Rick Engelkes Producties) Nam de rol tijdelijk over van Liz Snoijink
- Urinetown (2009, M-Lab) - rol Winniefred Grijpstuivers
- Kiss Me Kate (2012, M-Lab) - rol
- Flashdance (2013-2014, Albert Verlinde Entertainment) - alternate Hannah Long
- Het meisje van Velsen (2014) - Hoofdrol.
- Billy Elliot (2014-2015, Joop van den Ende Theaterproducties/Stage Entertainment) - Ensemble, alternate Mrs. Wilkinson.
- Adèle, Conny & Jasperina; De Grote Drie (2016-2017, DommelGraaf&Cornelissen Entertainment) - Conny Stuart
- Adèle, Conny & Jasperina; De Grote Drie reprise in het DeLaMar theater (2018, DommelGraaf&Cornelissen Entertainment) - Conny Stuart
- De Schone van Boskoop (2022, musical)

## Nasynchronisatie
- Mickey Mouse Shorts aflevering genaamd “discokoorts” op Disney + (2013) - stem van Ursula
- Skylanders Academy (2016) - Kaossandra
- Zootropolis (2016) - Dharma Armadillo
- Mary Poppins Returns (2018) - Topsy
- DuckTales (2018-2021) - Ma Boef
- Pieter de Poolvos: Gerommel in de Gletsjers (2019) - Magda
- De Mitchells tegen de machines (2021) - PAL
- Ron's Gone Wrong (2021) - Donka
- Monsters at Work (2021-2024) - Tress en Trix
- Droom Producties (2024) - Jean

## Overig
- Pippin (2007, Hogeschool Inholland) - regie
- Pauwen en Reigers (2008) - Dramaserie op TV West - rol Margot Aerts
- Heart & Music (2009, Hogeschool Inholland) - regie, staging en choreografie
- Gooische Vrouwen (2009) - rol Gooische vrouw
- Voetbalvrouwen (2010) - rol Mevrouw Tonen
- De avonturen van Kruimeltje (2010) - rol verpleegkundige
- Danni Lowinski van SBS6 (2013) (1 aflevering)
- Goede tijden, Slechte tijden (2014) - rol Anja van Brummelen
- Flikken Maastricht (2023) - rol Burgemeester

## Prijzen
- In 2002 ontving Sluyterman van Loo de John Kraaijkamp Musical Award voor Beste Vrouwelijke Bijrol, voor haar rol in A little Night Music.
- In 2006 ontving ze opnieuw een John Kraaijkamp Musical Award voor Beste Vrouwelijke Bijrol, voor haar rol in Cabaret.